# سرتة (وادي الحجارة)
سرتة المعروفة باسم سرتة وادي الحجارة و المنستير في سُرتة واسمها بالإسبانية اليوم بلدية ألموناثيد دي ثوريتا (بالإسبانية: Almonacid de Zorita)‏ هي بلدية تقع في مقاطعة وادي الحجارة التابعة لمنطقة قشتالة والمنشف وسط إسبانيا.

## الديموغرافيا
بلغ عدد سكان بلدية ألموناثيد دي ثوريتا 806 نسمة عام 2011 (وفقاً للمعهد الوطني الإسباني للإحصاء).
| 977 | 921 | 859 | 799 | 803 | 801 | 806 |